# Пашай, Хайри
Хайри Зенель Пашай (алб. Hajri Zenel Pashaj; 1945, Хекаль, Малакастра — 1973, тюрьма Спач) — албанский политзаключённый-антикоммунист, один из лидеров восстания в тюрьме Спач в мае 1973. Представлял восставших на переговорах с заместителем министра внутренних дел НРА Фечором Шеху, занимал непримиримо жёсткую позицию. После подавления восстания приговорён к смертной казни и расстрелян. В современной Албании признан героем антидиктаторского и антитоталитарного сопротивления.

## Жизнь
Родился в деревенской мусульманской семье из округа Малакастра. Зенель Пашай, отец Хайри Пашая, был антикоммунистическим повстанцем. Он участвовал в вооружённой борьбе против коммунистического режима НРА, был взят в плен правительственными войсками и погиб под пытками в тюрьме Гирокастры.
Первый раз Хайри Пашай был арестован в 17-летнем возрасте — за попытку бежать из Албании. Освободившись, он, по некоторым данным, краткое время служил в полиции, но вскоре был уволен. В 1965 Хайри Пашай снова арестован за антикоммунистическую агитацию и осуждён по статье 55 Уголовного кодекса НРА (антигосударственная пропаганда; аналог советской 58-10). Был приговорён к 13 годам заключения. Срок отбывал в тюрьме Спач. Отличался непримиримой враждебностью к правящей компартии АПТ и диктатуре Энвера Ходжи.

## Восстание

### Бунт и переговоры
21 мая 1973 насилие конвоя и драка с заключённым Палем Зефи (также осуждённым по 55-й статье) спровоцировали восстание в тюрьме Спач. Хайри Пашай быстро выдвинулся в вожаки тюремного бунта. Он стал членом Mbledhja e Këshillave Krahinorë — Собрания советов провинций («провинциями» заключённые называли участки тюрьмы), руководящего комитета восстания. Стоял на самой жёсткой антикоммунистической позиции, призывал к сопротивлению всеми средствами. Он активно выдвигал радикальные политические лозунги восстания: «Долой коммунизм!», «Долой партию!»
В ночь на 22 мая в Спач прибыл заместитель министра внутренних дел НРА Фечор Шеху. Пашай и Шеху были земляками из Хекаля; Шеху знал Зеналя Пашая-старшего и участвовал в его допросах.

Хайри Пашай встретился с Фечором Шеху, когда тот приехал подавлять восстание. И сказал ему: «Ты знаешь моего отца, знаешь, кем он был, когда ты снимал перед ним шляпу. Тридцать лет вы у власти, боитесь, небось, что не извинялись последние двенадцать лет? Когда были под СССР, пресмыкались и извинялись каждые два года. Теперь вы под Китаем. Кто вы такие вообще? У вас петля на горле. Твоё место здесь, в тюрьме, вместо меня».

После этих слов раздались крики заключённых: «Эти преступники держали нас в тюрьме тридцать лет! Но теперь — смерть или свобода!»

Уран Бутка

Замминистра вынужден был вступить в переговоры с представителями MKK. Хайри Пашай требовал освобождения заключённых, гарантий от преследования, прекращения каторжного труда по горнодобыче в Спаче, приезда международной правозащитной комиссии, изменения бесчеловечных условий содержания. Держался Пашай жёстко, в наступательной позиции. Подчёркивал символический акт восстания — поднятие над тюрьмой Спач национального флага Албании, красного полотнища с чёрным орлом, без коммунистической пятиконечной звезды, серпа и молота.

Заместитель министра спросил его: «Скажи мне, осуждённый, почему вы подняли флаг без звезды, без серпа и молота?» И Хайри Пашай, не колеблясь, ответил: «Это — наш национальный флаг, гордый двуглавый орёл всегда был нашим символом. Звезду, серп и молот вы навязали после прихода коммунистической партии, не спросив народ».

Видя бессмысленность переговоров, Хайри Пашай сказал Фечору Шеху: «Коммунизму наступит конец. Сюда водворят таких, как вы. А свободная Албания придёт в единую Европу». Все эти предсказания сбылись — десять лет спустя Фечор Шеху был заключён в тюрьму, осуждён и расстрелян, ещё менее чем через десятилетие коммунистический режим в Албании перестал существовать, Албания состоит в НАТО и готовится к вступлению в Евросоюз.

### Суд и казнь
23 мая подразделения Сигурими и полиции при поддержке регулярной армии вступили на территорию тюрьмы и в силовом столкновении подавили восстание заключённых. Около 70 человек (по другим данным — более 100) были взяты в плен, среди них Хайри Пашай.
24 мая 1973 коллегия Верховного суда НРА под председательством Аранита Чели провела экстренное заседание. Четверо участников восстания — Паль Зефи, Хайри Пашай, Дервиш Бейко, Скендер Дайя были приговорены к смертной казни. При этом Челя особенно подчёркивал роль Пашая как особо опасного врага, автора антикоммунистических лозунгов.
Приговорённые, в том числе Хайри Пашай, написали прошения о помиловании. Но в тот же день смертные приговоры были утверждены президиумом Народного собрания под председательством Хаджи Леши. Примерно через час 28-летний Хайри Пашай был расстрелян вместе с 33-летним Палем Зефи, 27-летним Дервишем Бейко и 23-летним Скендером Дайей.

## Награда
После падения коммунистического режима в Албании восстание в тюрьме Спач признано героическим актом сопротивления тоталитарной диктатуре. Имя Хайри Пашая особо выделяется среди патриотов и «мучеников свободы». 6 декабря 2015 указом президента Албании Буяра Нишани Хайри Пашай посмертно удостоен медали Золотого орла.